# Terry Austin
Terry Kevin Austin (* 23. August 1952) ist ein US-amerikanischer Comiczeichner.

## Leben
Austin begann in den 1970er Jahren als hauptberuflicher Comiczeichner zu arbeiten. Dabei hat er sich vor allem darauf spezialisiert die Bleistiftzeichnungen anderer Künstler mit Tusche zu überarbeiten („inken“), um sie so für die Massenvervielfältigung aufzubereiten.
Seinen künstlerischen Durchbruch erlebte Austin, der seine Karriere als Assistent Dick Giordanos begann, 1976 als Tuscher der von Steve Englehart verfassten und von Marshall Rogers gezeichneten Batman-Storyline „Strange Apparitions“, die in der Serie Detective Comics erschien. Nach seinem Wechsel zu Marvel Comics inkte er ab 1977 John Byrnes Arbeiten für die Serie Uncanny X-Men, die nicht zuletzt aufgrund von Austins atmosphärischer Tusche zur damals meistverkauften Comicserie der Vereinigten Staaten wurde und der er bis 1981 treu blieb.
Seither hat Austin unter anderem für die Serien Doctor Strange, Superman, Justice League America und Green Lantern gearbeitet. Zu den Künstlern, deren Arbeiten Austin geinkt hat, zählen neben John Byrne Zeichner wie Darryl Banks, Kevin Maguire und Paul Smith. Künstler, die erklärtermaßen durch Austins Arbeit beeinflusst wurden, sind etwa Andy Lanning und Art Thibert.
Zu den wenigen Bleistiftarbeiten Austins zählen der One Shot Last of the Dragons von 1991 und die Ausgaben #123 und 142 der Uncanny X-Men.
In Anerkennung seiner künstlerischen Leistungen wurde Austin 1986 bis 1989 sowie 1996 und 1997 mit dem Comic Buyers' Fan Award in der Kategorie „Bester Inker“ ausgezeichnet.